# Parelasmopus setiger
Parelasmopus setiger är en kräftdjursart. Parelasmopus setiger ingår i släktet Parelasmopus och familjen Gammaridae. Inga underarter finns listade i Catalogue of Life.